# Billy Graham Evangelistic Association

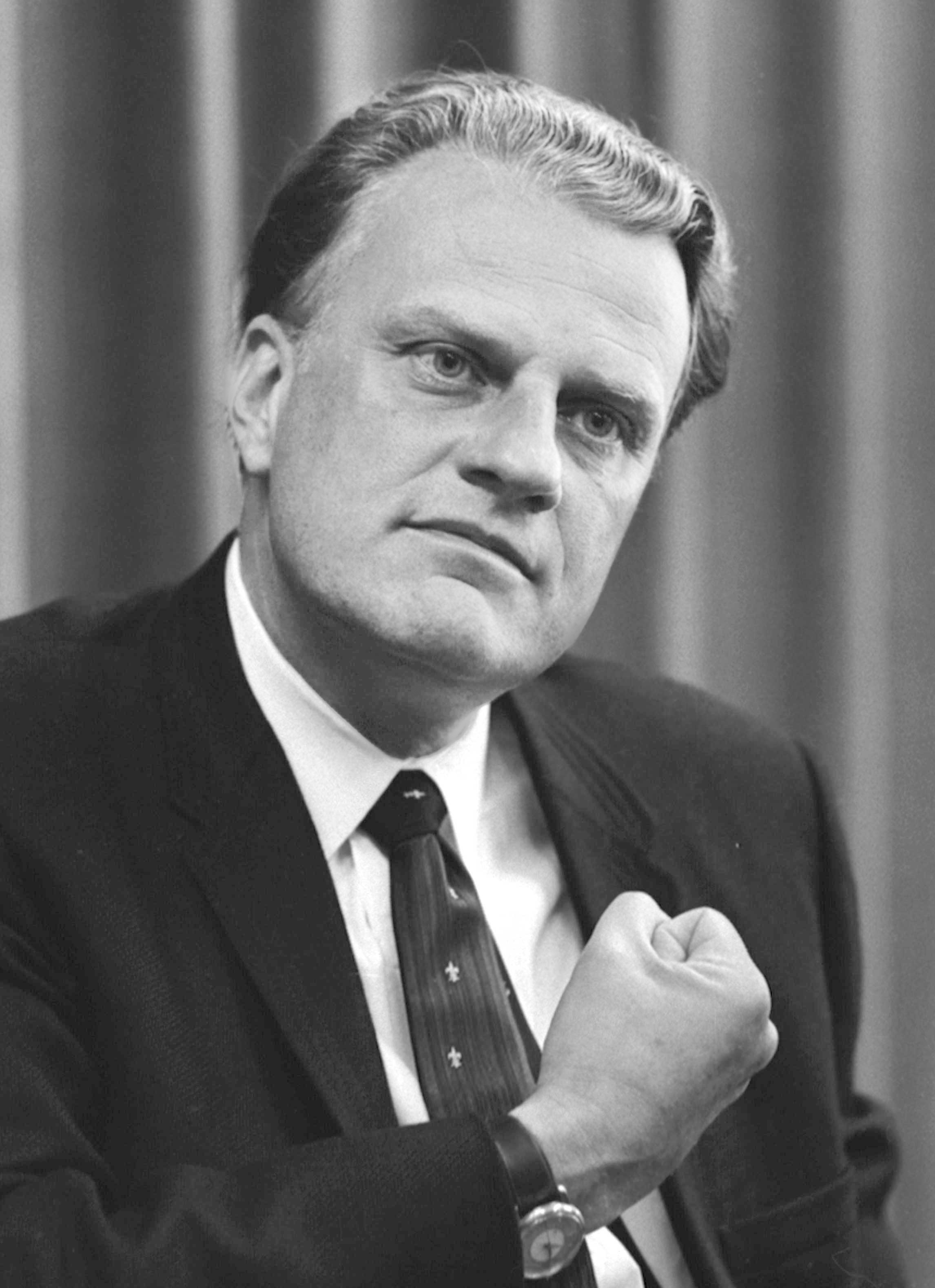
Założyciel stowarzyszenia Billy Graham w 1966

Billy Graham Evangelistic Association (Stowarzyszenie Ewangelizacyjne Billy’ego Grahama), w skrócie BGEA, założone przez Billy’ego Grahama dla wspierania jego misji ewangelizacyjnych, działalności wydawniczej i promowania chrześcijańskiego stylu życia. Od roku 2001 szefem stowarzyszenia jest Franklin Graham. BGEA jest jednym z najważniejszych stowarzyszeń ewangelikalnych na świecie.

## Działalność i historia
BGEA założone zostało przez Billy’ego Grahama w 1950 roku z siedzibą w Minneapolis. Głównym celem stowarzyszenia jest docieranie do ludzi z Ewangelią dostępnymi kanałami. Działalność stowarzyszenia obejmuje: organizację krucjat, programy telewizyjne, programy radiowe, produkcja filmów chrześcijańskich, działalność wydawnicza, a także – od 2007 roku – opieka nad Biblioteką Billy’ego Grahama. Stowarzyszenie promuje chrześcijański styl życia. 
Bezpośrednim powodem była publikacja w regionalnej gazecie, po krucjacie w Atlancie (1950), zdjęcia uśmiechniętego Grahama - ukryta sugestia, że robi to dla pieniędzy.
Jedną z pierwszych inicjatyw stowarzyszenia była audycja radiowa Hour of Decision, której pierwsza emisja dokonana została 5 listopada 1950, emitowana przez 900 stacji radiowych. Jest to 30-minutowy program radiowy, którego główną część stanowiło kazanie Billy’ego Grahama (teraz syna, Franklina Grahama). W ciągu pierwszego roku ukazywania się audycji, otrzymano 178 tysięcy listów od słuchaczy. Liczba listów wzrosła w następnych latach. W latach 70. audycja była emitowana przez 1200 stacji radiowych. Po pięciu latach program miał ponad 20 milionów stałych słuchaczy. Program ten jest emitowany w niedzielny poranek. 
Wieloletnim pracownikiem był Clifford Burton Barrows (ur. 1923), który dyrygował chórem, kierował muzykami i był odpowiedzialny za muzyczną stronę krucjaty. W 1970 zagrał w filmie His Land. Barrows figuruje w dwóch halach sławy: „Gospel Music Hall of Fame” oraz w „National Religious Broadcasters” (NRB). Cliff Barrows był kierownikiem programu Hour of Decision.
W 1951 roku powołano do bytu World Wide Pictures (WWP), w celu produkcji oraz dystrybucji filmów. Pierwszym kinowym filmem był Mr. Texas (1951). Innymi kinowymi filmami są: Two a Penny (1965), w którym zagrał Cliff Richard. The Hiding Place (1975) (z Julie Harris) oraz Time to Run (1973) otrzymały nominacje do Golden Globe. Do tej pory WWP wyprodukowało ponad 130 filmów.
Od 1956 roku zaczęto wydawać Christianity Today. Od 1960 roku wydawany jest inny periodyk – Decision Magazine. Decision Magazine ukazuje się jedenaście razy w roku, w 1974 roku ukazał się w nakładzie 5 milionów egzemplarzy. Obecnie wydawany jest w nakładzie 1,7 mln egzemplarzy, w pięciu językach (wśród nich hiszpański, niemiecki), dociera do 160 krajów. Stowarzyszenie zajmuje się też wydawaniem książek, w tym przede wszystkim książek Grahama.
Celem stowarzyszenia jest też opłacanie związanych z nim ewangelistów, w tym Billy’ego Grahama. Na początku Graham otrzymywał wynagrodzenie w wysokości 15 tysięcy dolarów rocznie, to jest tyle, ile otrzymywał starszy pastor dużego zboru. Później ta suma stale była podnoszona i równana do średnich zarobków starszego pastora wielkiego zboru. Michael Duffy nazwał to „normalnymi pieniędzmi” przy tego typu pracy i odpowiedzialności. Od tej też pory Graham przestał przyjmować „ofiary miłości”, wszelkie ofiary szły odtąd na misję. Jednym z celów jaki przyświecał Grahamowi przy zakładaniu BGEA, było uniknięcie podejrzeń o nadużycia finansowe, co zniszczyło służbę niejednego ewangelisty.
Wiele chrześcijańskich czasopism publikuje felietony Grahama pt. „My answer” (Moja odpowiedź), w których udziela on porad duchowych oraz odpowiada na pytania czytelników. „My answer” ukazuje się w nakładzie 600 tysięcy egzemplarzy.
Stowarzyszenie prowadzi też swoją stronę internetową.
BGEA zajmuje się też udzielaniem pomocy charytatywnej, np. w 1973 roku podczas głodu w Mali, Czadzie, Burkinie Faso, Senegalu, Nigrze oraz Mauretanii udzielono ponad 100 tysięcy dolarów pomocy.
W latach 50. roczny budżet BGEA wynosił niewiele ponad 2 milionów dolarów. Obecny roczny budżet stowarzyszenia wynosi około 20 milionów dolarów. 1/3 przeznaczana jest na radio i telewizję, każdego roku trzy krucjaty są filmowane, 7 milionów przeznaczanych jest na wydawanie „Decision Magazine”. 
W 1955 roku założono stałe biuro w Londynie. BGEA posiada również swoje biura w: Paryżu, Frankfurcie, Sydney, Buenos Aires, Atlancie, Burbank oraz kilku innych krajach. W latach 80. niektóre biura zostały zamknięte, bądź ich działalność została ograniczona.
31 maja 2007 siedziba stowarzyszenia przeniesiona została do Biblioteki Billy’ego Grahama w Charlotte. W uroczystości uczestniczyli byli prezydenci: Jimmy Carter, George H.W. Bush oraz Bill Clinton. W roku 2007 roczny przychód BGEA wynosił 109 608 803 dolarów.
Od końca roku 2001 stowarzyszeniem kieruje syn Grahama, Franklin.
BGEA było jednym z najważniejszych, o ile nie najważniejszym, stowarzyszeniem ewangelikalnym w II połowie XX wieku.